# 대한항공 957편 충돌 사고
대한항공 957편 충돌 사고는 2010년 10월 6일 대한항공 소속 B747-400 여객기가 이스라엘 텔아비브의 벤구리온 국제공항으로 가는 도중 유리창에 금이 간 사고이다.

## 같이 보기
- 대한항공의 사건 및 사고